# Vitnyéd
Vitnyéd – wieś i gmina w północno-zachodniej części Węgier, w pobliżu miasta Kapuvár. Miejscowość leży na obszarze Małej Niziny Węgierskiej, w pobliżu granicy austriackiej. Administracyjnie należy do powiatu Kapuvár, wchodzącego w skład komitatu Győr-Moson-Sopron.
Gmina Vitnyéd liczy 1370 mieszkańców (2009) i zajmuje obszar 32,25 km².